# Трехустье-Кальджа
Трехустье-Кальджа — исчезнувшая деревня в Колпашевском районе Томской области. На момент упразднения входила в состав Саровского сельсовета. Упразднена в 2004 году.

## География
Деревня располагалась на правом берегу реки Кальджа в месте впадения в нее реки Лангарсо, в 12 км (по прямой) к юго-востоку от села Большая Саровка.

## История
Деревня была основана в 1908 г. В 1928 году деревня Кальджа-Три Устья состояла из 43 хозяйств. В административном отношении входила в состав Кальджинского сельсовета Колпашевского района Томского округа Сибирского края.
В 1960-е годы деревня попала в разряд не перспективных и по планам должна была быть сселена к 1975 году.
Постановлением Государственной Думы Томской области от 29 июля 2004 года № 1361 деревня Трехустье-Кальджа исключена из учётных данных.

## Население
| 1920 | 1926 | 1939 | 1952 | 1959 | 1970 | 1979 |
| ---- | ---- | ---- | ---- | ---- | ---- | ---- |
| 190  | ↗262 | ↗306 | ↘154 | ↘104 | ↘93  | ↘5   |
| 1989 | 2002 |      |      |      |      |      |
| ↘1   | ↘0   |      |      |      |      |      |

В 1926 году основным населением деревни были русские.